# Isaac de Corbeil
Pour les articles homonymes, voir Corbeil.
Isaac de Corbeil (ou Isaac ben Joseph de Corbeil) est un tossafiste français du XIIIe siècle. Il décède le 29 avril 1280.

## Biographie
Contrairement aux tossafistes français contemporains, qui s‘attelaient plutôt à compiler les explications talmudiques des générations précédentes, il suit le mouvement allemand de l‘école du Maharam de Rotenbourg et s‘intéresse essentiellement aux conclusions halakhiques de ces mêmes explications. Il est l'auteur du Semak, l'un des principaux livres de référence de la halakha.
Isaac de Corbeil était élève et gendre du rabbin Yehiel de Paris. Ses autres maîtres étaient les grands rabbins d'Evreux, notamment Moïse et Samuel d'Evreux. Il surnomme ce dernier "le prince d'Evreux".
Il était reconnu pour sa piété, ce qui lui a valu d'attirer de nombreux disciples, dont les plus connus sont Peretz de Corbeil, Baruch de Niort et son compatriote Joseph ben Abraham.

## Œuvres
En 1277, il publie son ouvrage le plus connu, le Sefer Mitzvot Katan (« Petit livre des commandements »), généralement appelé par les initiales SeMaK. Le titre officiel du livre est Amoudei hagola (« Les piliers de l'exil »). Il est divisé en sept "piliers", correspondant aux sept jours de la semaine, et comprend de la halakha contemporaine, des histoires et des leçons d'éthique et de morale. Dans son énumération des préceptes de la halakha, il s'appuie sur le Sefer mitsvot gadol ("Grand livre des commandements"), en abrégé Semag, de Moïse ben Jacob de Coucy. Le Semak fut très favorablement accepté par les communautés ashkénazes, et fut souvent édité et annoté. Cette œuvre deviendra  un livre de référence de la halakha. Les annotations de son disciple Peretz de Corbeil ont été introduites dans le texte des éditions plus tardives du Semak.
Isaac de Corbeil a également publié Liḳḳuṭim ("collections") ainsi que plusieurs petites compilations contenant ses décisions vis-à-vis du rituel.
Le Kol Bo contient un long fragment provenant d'une œuvre talmudique d'Isaac de Corbeil.